# Smalec

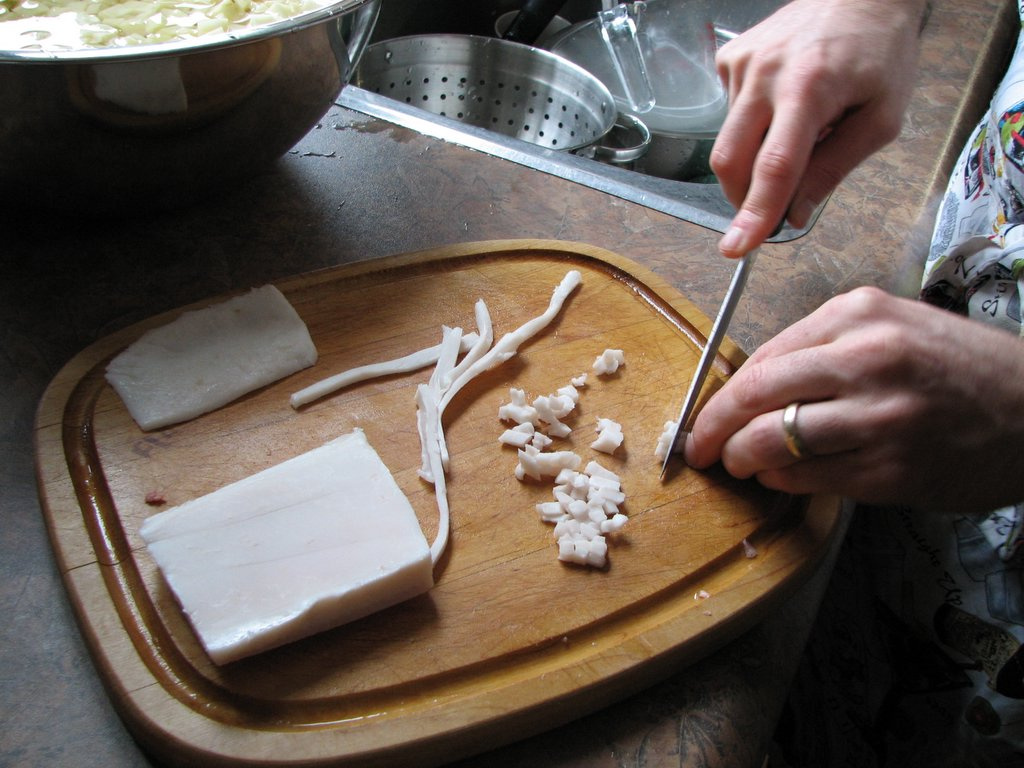
Krojenie słoniny przed roztopieniem na smalec

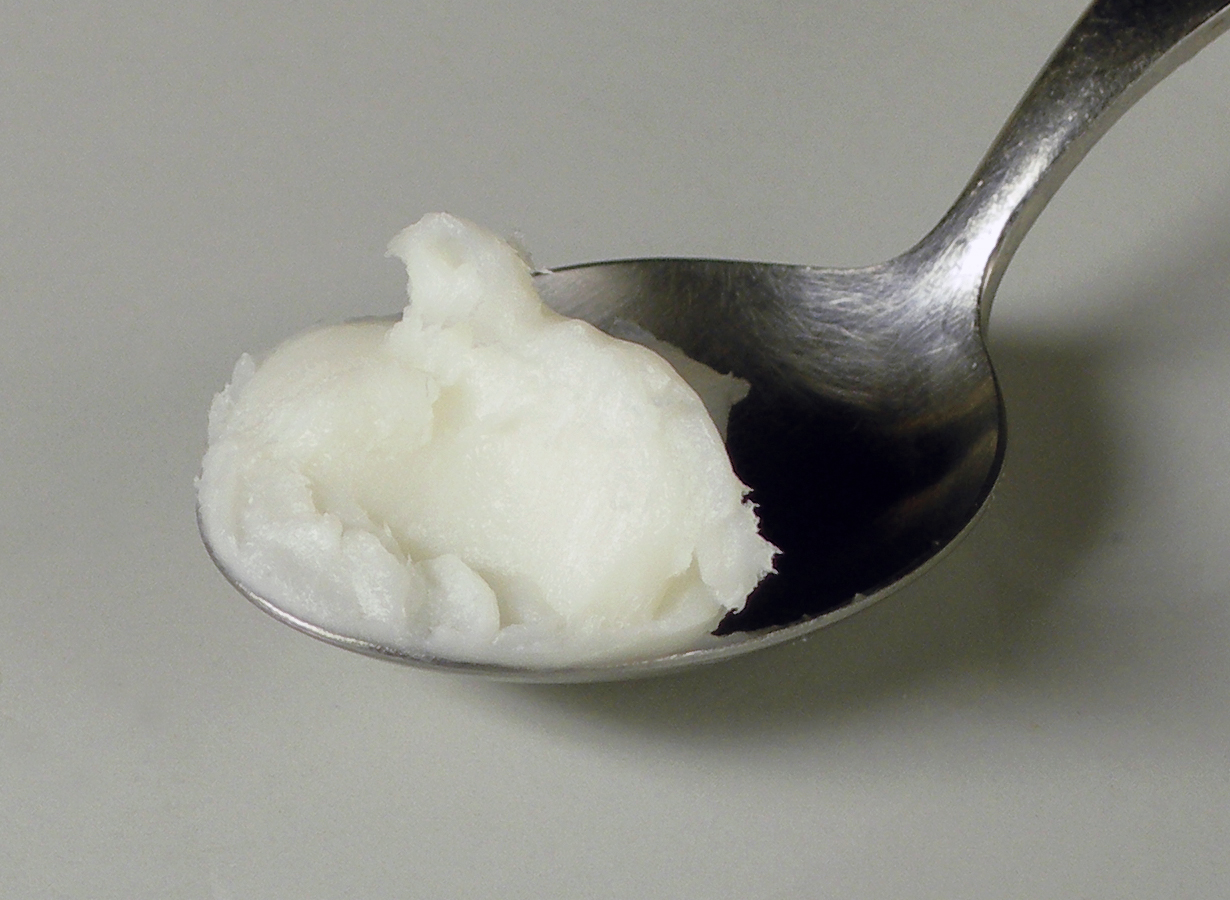
Smalec

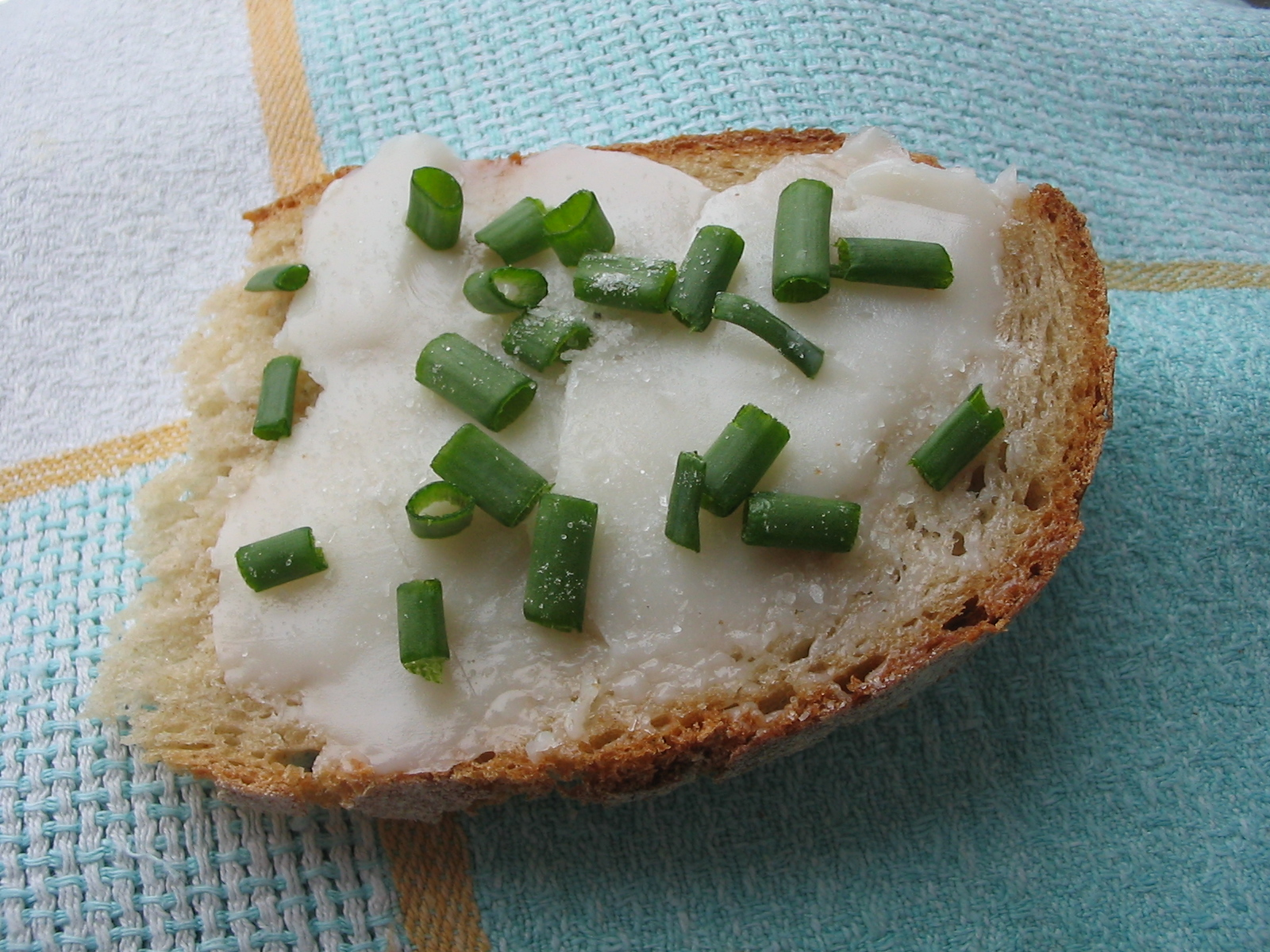
Kromka chleba ze smalcem była podstawowym pożywieniem w tradycyjnej kuchni wielu krajów, przede wszystkim słowiańskich i germańskich.

Smalec – tłuszcz zwierzęcy wykorzystywany w sztuce kulinarnej do przyrządzania potraw, jak również bezpośredniego spożywania.

## Powstawanie
Jest wytapiany najczęściej ze słoniny wieprzowej oraz podgardla bądź boczku. Przeznaczony do bezpośredniego spożycia często wzbogacany jest o odrobinę soli, kawałki rozdrobnionej kiełbasy i cebuli lub skwarki, czasami też inne, mniej konwencjonalne dodatki, jak np. kawałki drobno pokrojonego jabłka.

## Skład chemiczny
Głównym składnikiem smalcu (ok. 95%) są kwasy tłuszczowe, wśród których znajdują się:
- nasycone kwasy tłuszczowe – 39%
- mononienasycone kwasy tłuszczowe – 45%
- polinienasycone kwasy tłuszczowe – 11%

Udział nienasyconych kwasów tłuszczowych zależy od paszy, którą były karmione zwierzęta, z których wytopiono smalec oraz od sposobu wytapiania. Oprócz tego smalec zawiera zwykle także niewielkie ilości cholesterolu oraz ślady soli mineralnych i fragmenty tkanek miękkich (mięśni, skóry itp.) zwierząt, z których został wytopiony. Dotyczy to zwłaszcza smalcu ze skwarkami.

## Farmacja
Smalec wieprzowy znalazł zastosowanie w farmacji jako surowiec farmaceutyczny w recepturze aptecznej pod nazwą łacińską Adeps suillus lub Axungia Porci. Smalec zastosowany jako podłoże do wytwarzania maści leczniczych musi odpowiadać wymaganiom jakości farmaceutycznej określanym w aktualnej monografii Farmakopei Polskiej. Jest podłożem (vehiculum) dla  maści siarkowej, maści Wilkinsona, maści z jodkiem potasowym.